# Jaciment de Cal Pastor
El jaciment de Cal Pastor és un taller de sílex del Paleolític inferior arcaic al municipi de Vilobí del Penedès, (Alt Penedès), inclòs a l'Inventari del Patrimoni Arqueològic i Paleontològic de Catalunya.
És en una depressió, que pot associar-se a l'existència d'un antic llac, assecat al segle xviii, de límits mai estudiats i que actualment està cobert de vinyes. Va ser descobert per J. Mestres i Mercades durant la dècada de 1970, posteriorment aquest terreny va a ser prospectat durant la realització de la carta arqueològica de la comarca amb resultat positius. Les restes trobades corresponen a dos nuclis de sílex, una ascla denticulada i una ascla amb retocs.